# Représentations diplomatiques de la Papouasie-Nouvelle-Guinée

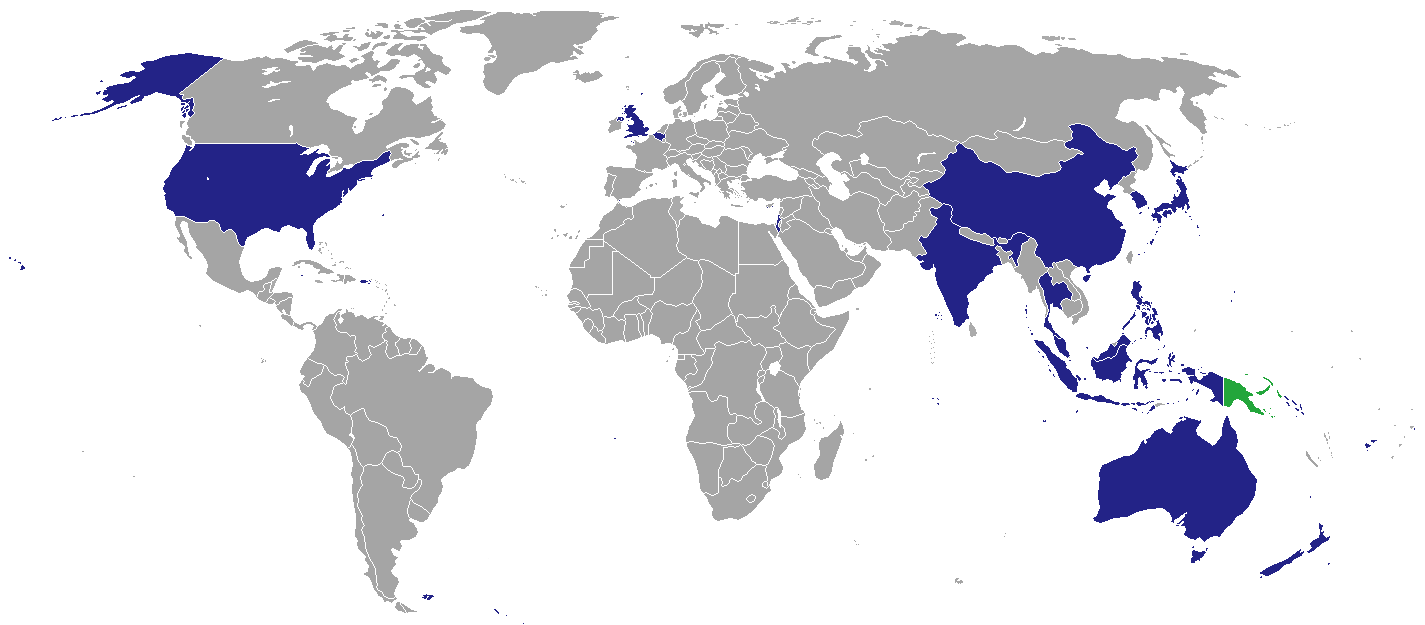
Représentations diplomatiques de la Papouasie-Nouvelle-Guinée

Ceci est une liste des représentations diplomatiques de la Papouasie-Nouvelle-Guinée.

## Amérique
- États-Unis
  - Washington (Ambassade)

## Asie
- Chine
  - Pékin (Ambassade)
- Corée du Sud
  - Séoul (Ambassade)
- Inde
  - New Delhi (Haut-commissariat)
- Indonésie
  - Jakarta (Ambassade)
  - Jayapura (Consulat général)
- Israël
  - Jérusalem (Ambassade)
- Japon
  - Tokyo (Ambassade)
- Malaisie
  - Kuala Lumpur (Haut-commissariat)
- Philippines
  - Manille (Ambassade)
- Singapour
  - Singapour (Haut-commissariat)

## Europe
- Belgique
  - Bruxelles (Ambassade)
- Royaume-Uni
  - Londres (Haut-commissariat)

## Océanie
- Australie
  - Canberra (Haut-commissariat)
  - Brisbane (Consulat général)
  - Sydney (Consulat général)
  - Cairns (Consulat)
- Fidji
  - Suva (Haut-commissariat)
- Nouvelle-Zélande
  - Wellington (Haut-commissariat)
- Îles Salomon
  - Honiara (Haut-commissariat)

## Organisations internationales
- Union européenne
  - Bruxelles (Mission permanente)
- ONU
  - New York (Mission permanente)

## Galerie

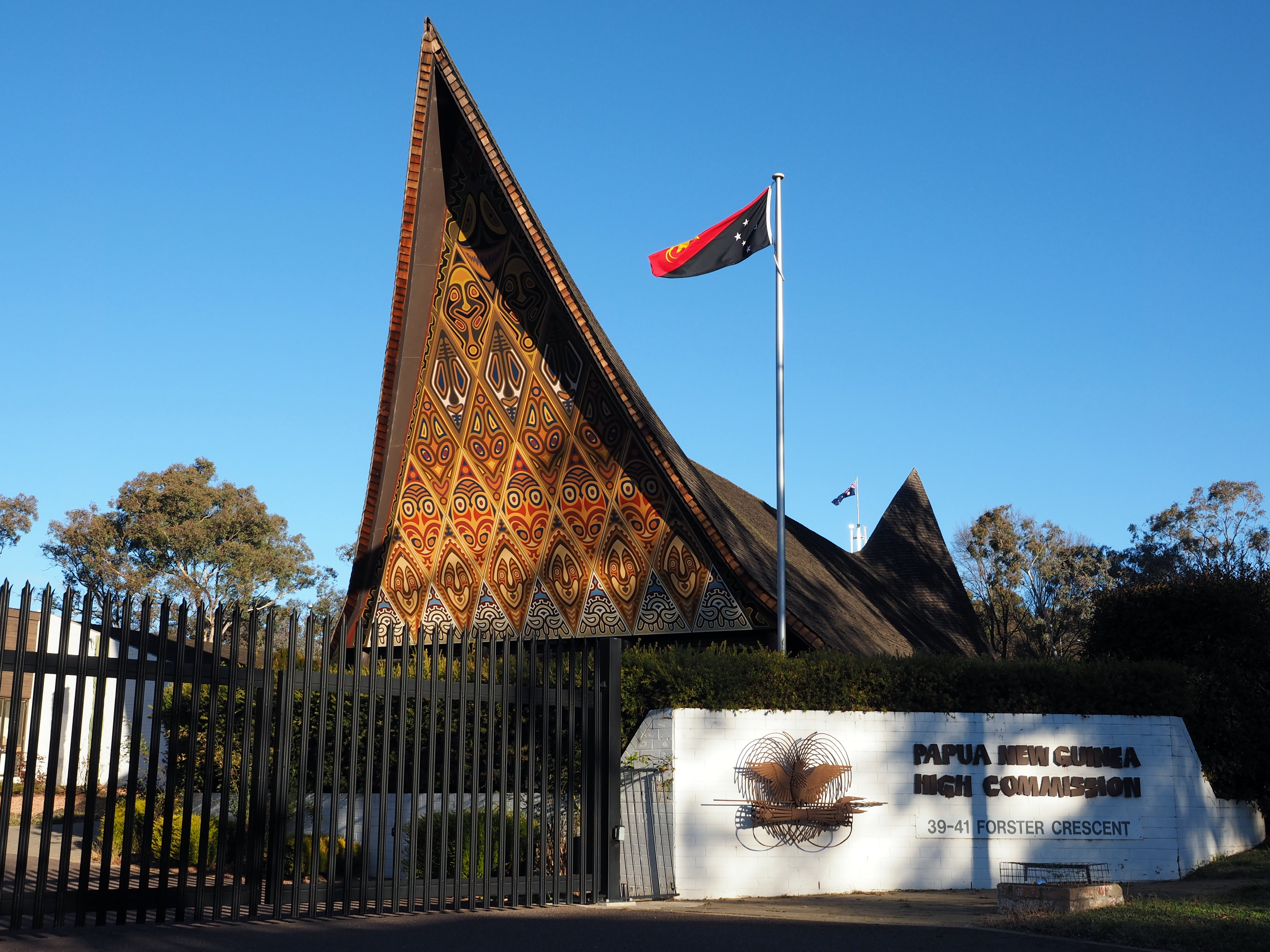
Haut-commissariat à Canberra
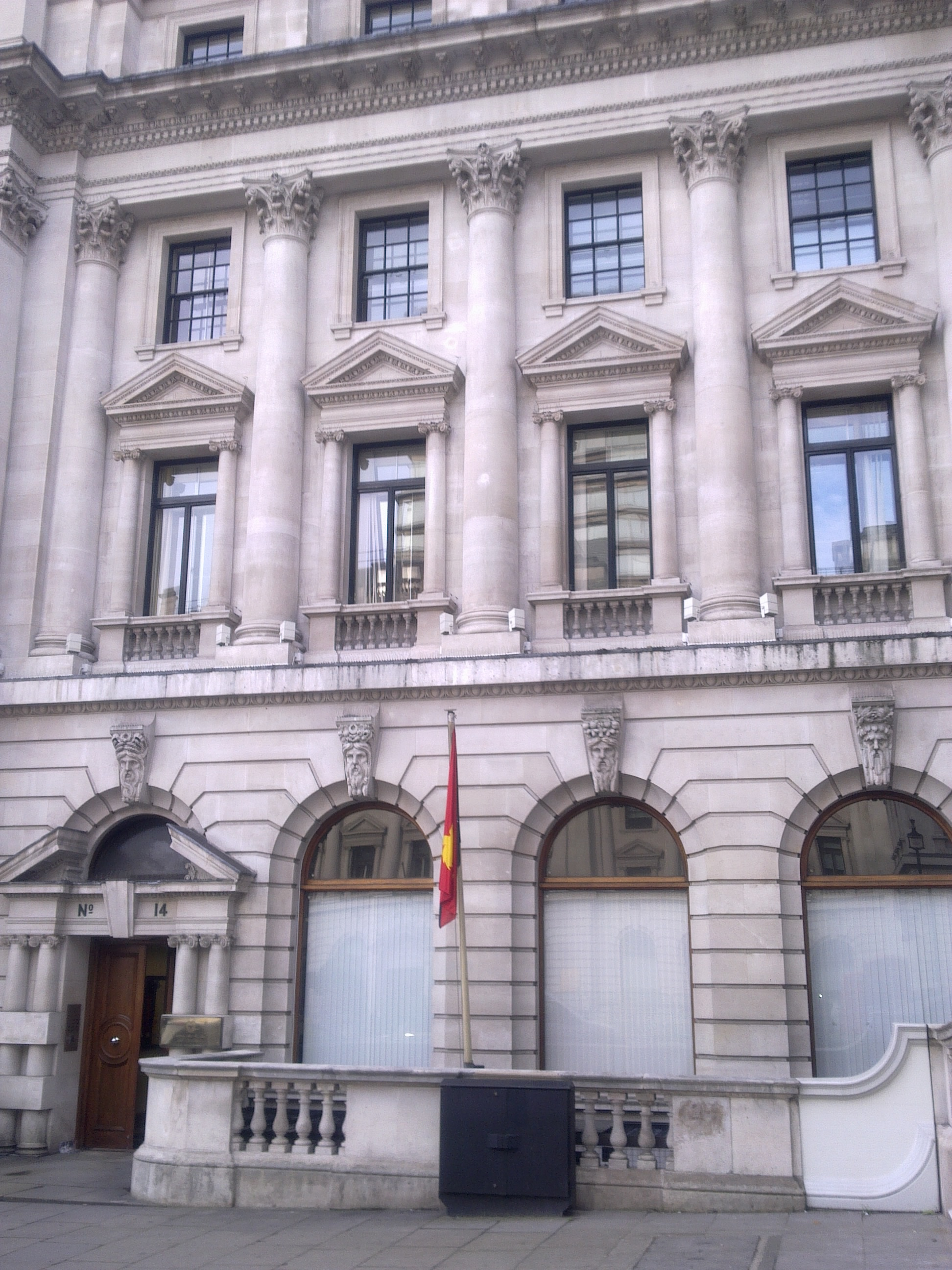
Haut-commissariat à Londres
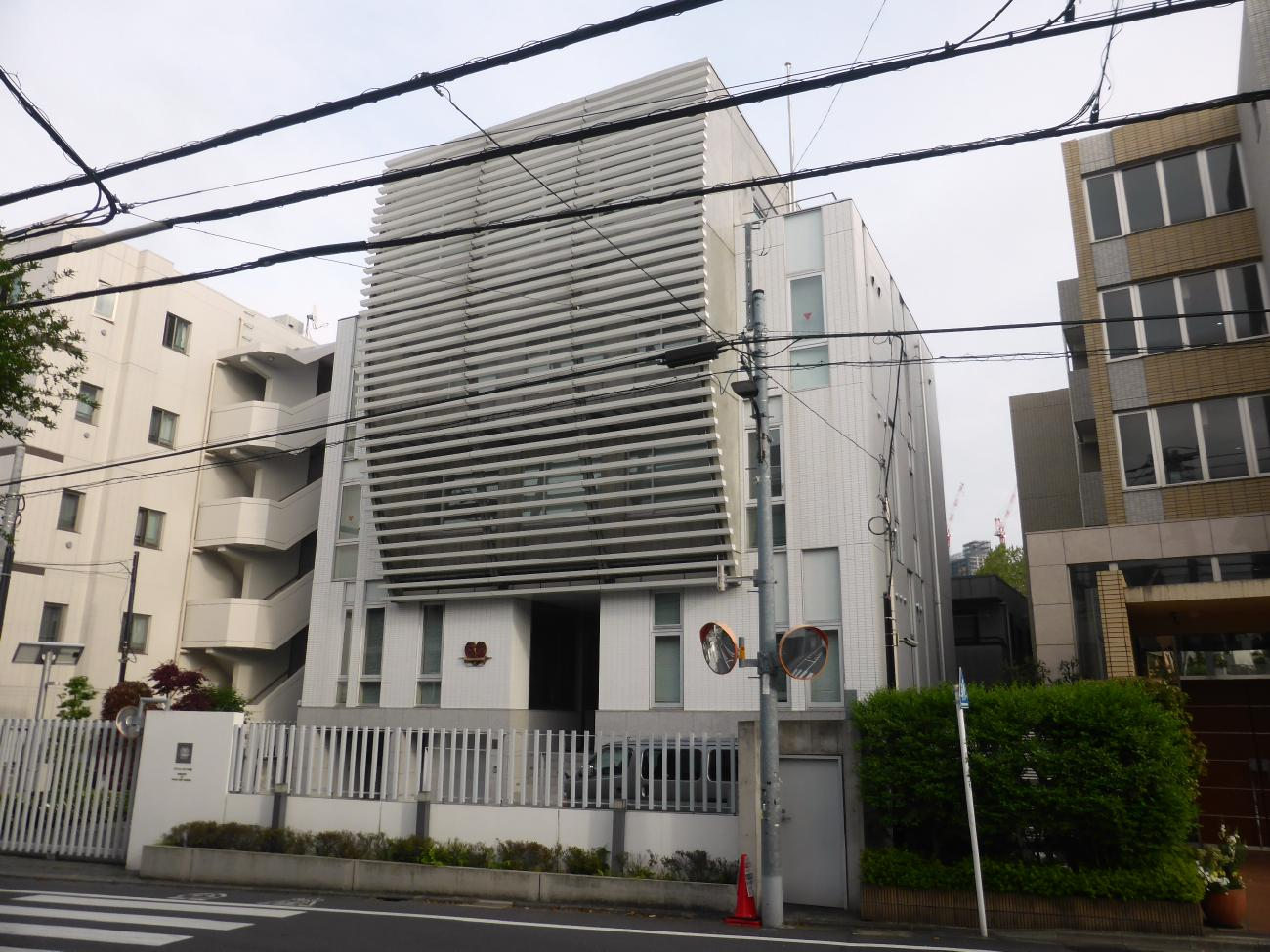
Ambassade à Tokyo
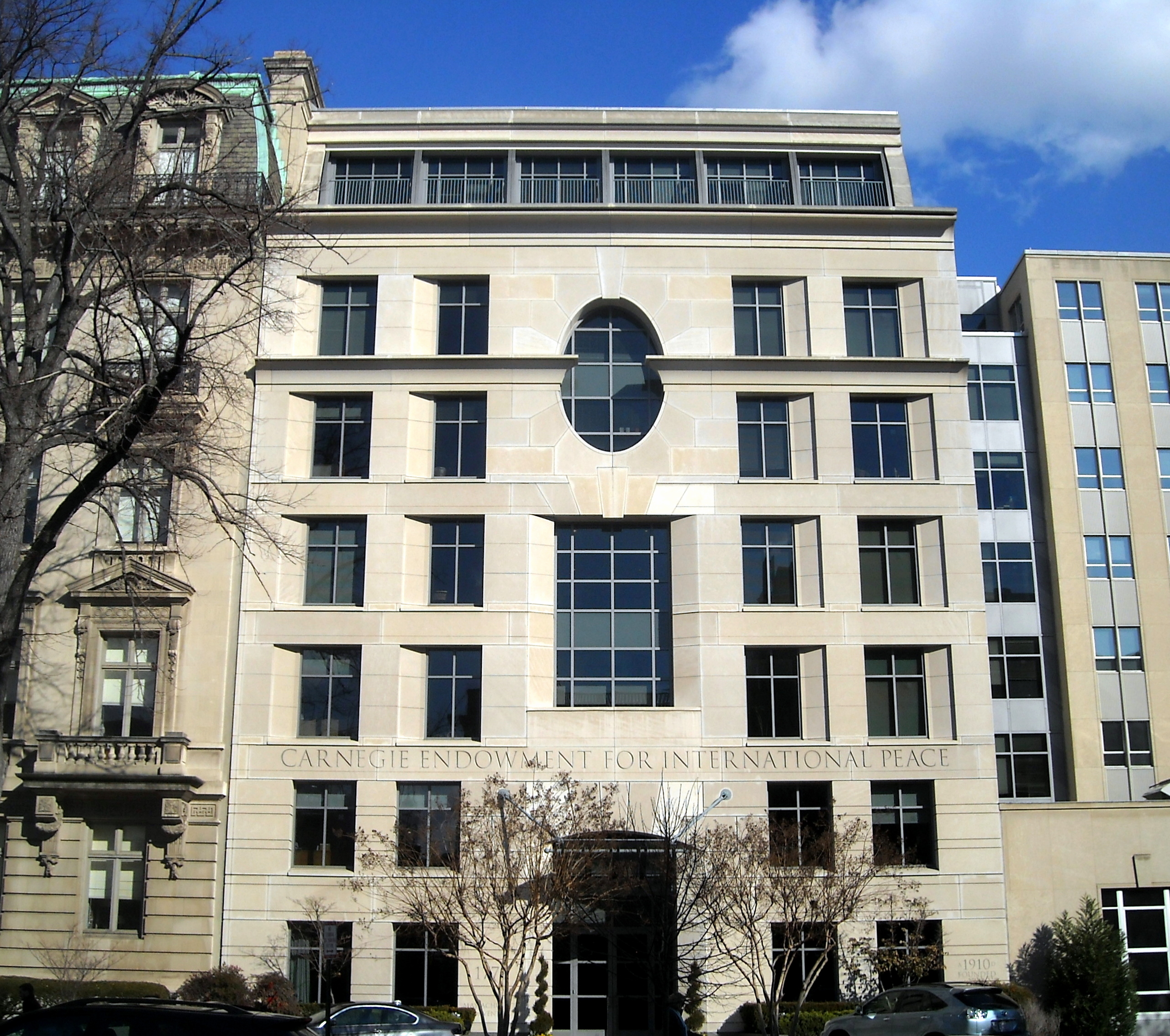
Ambassade à Washington
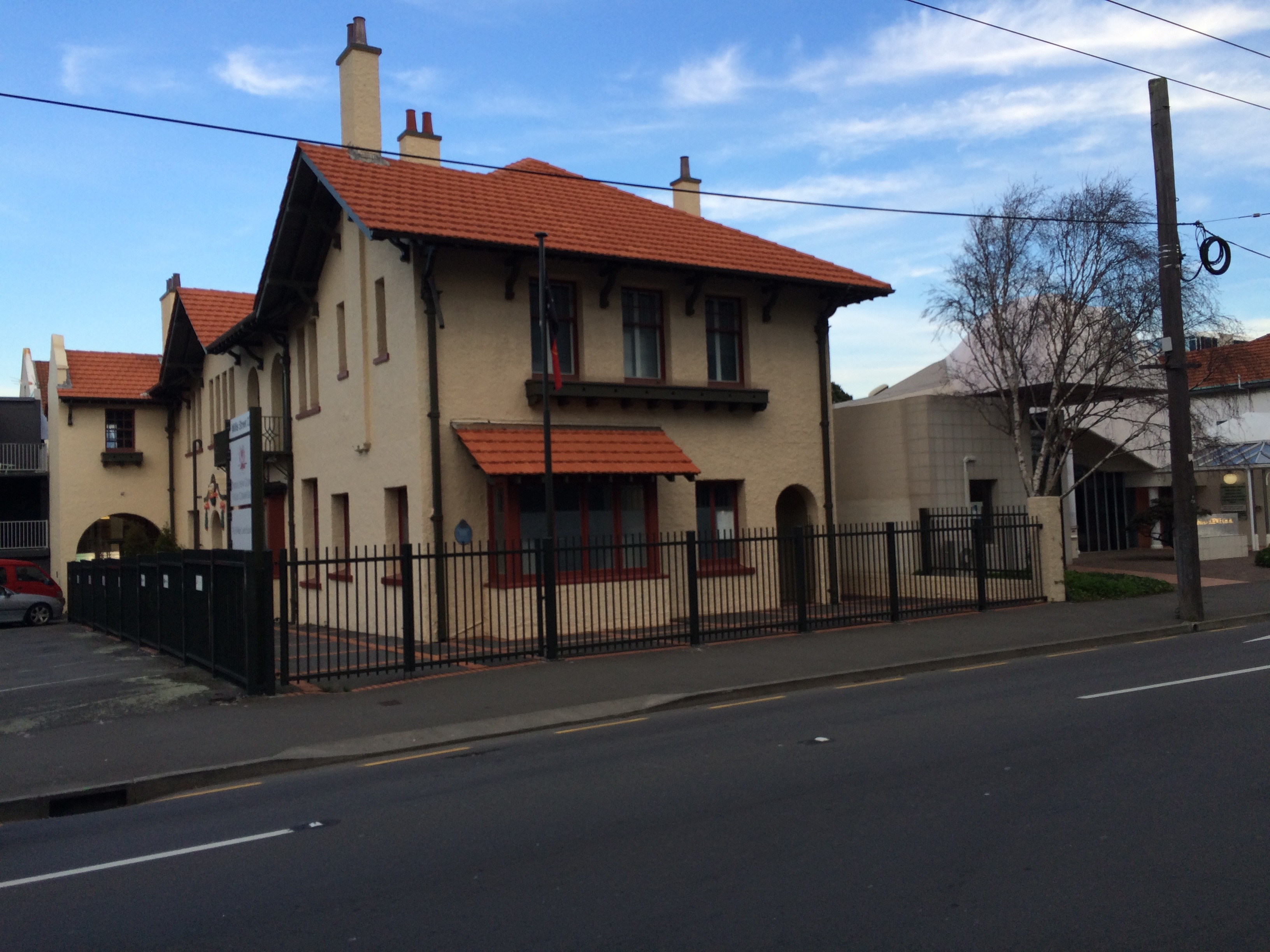
Haut-commissariat à Wellington